# Нову-Оризонти-ду-Сул
Нову-Оризонти-ду-Сул (порт. Novo Horizonte do Sul) — муниципалитет в Бразилии, входит в штат Мату-Гросу-ду-Сул. Составная часть мезорегиона Юго-запад штата Мату-Гроссу-ду-Сул. Входит в экономико-статистический микрорегион Игуатеми. Население составляет 4805 человек на 2006 год. Занимает площадь 849,117 км². Плотность населения — 5,7 чел./км².

## История
Город основан 14 июня 1985 года. 

## Статистика
- Валовой внутренний продукт на 2003 год составляет 47 006 947,00 реалов (данные: Бразильский институт географии и статистики).
- Валовой внутренний продукт на душу населения на 2003 год составляет 8480,42 реалов (данные: Бразильский институт географии и статистики).
- Индекс развития человеческого потенциала на 2000 год составляет 0,710 (данные: Программа развития ООН).